# Blaker
Blaker este o localitate din comuna Sørum, provincia Akershus, Norvegia, cu o suprafață de 0,44 km2 și o populație de 514 locuitori (2013).